# Shelley (film)
|  | Denne artikel er oprettet af botten PalnaBot ud fra en ekstern database. Den kan derfor have sproglige fejl eller mangler. Denne skabelon kan fjernes efter kontrol af indholdet. |

 For alternative betydninger, se Shelley. (Se også artikler, som begynder med Shelley)
Shelley er en film instrueret af Ali Abbasi efter manuskript af Maren Louise Käehne, Ali Abbasi.

## Handling
I en isoleret villa ved en sø dybt inde i en skov bor Louise og Kasper i harmoni med naturen og langt væk fra den moderne dagligdag: væk fra mobiltelefoner, hightech og tilmed elektricitet. Louises store drøm i livet er at blive mor, men hun kan ikke få børn. I desperation indgår Louise derfor en pagt med sin rumænske tjenestepige, Elena, som vil føde Louises barn og være dets rugemor, mod en betydelig betaling. Ret hurtig bliver det klart at Elenas graviditet ikke forløber som normalt. Livet der vokser inde i Elena tager hurtig form og påvirker alle det kommer i nærheden af med en mørk, ubeskrivelig kraft. Fødslens rædsler er begyndt at træde i kraft.

## Medvirkende[1]
- Cosmina Stratan, Elena
- Ellen Dorrit Petersen, Louise
- Peter Christoffersen, Kasper
- Kenneth M. Christensen, Simon
- Patricia Schumann, Nanna
- Björn Andresen, Leo
- Marianne Mortensen, Isabella
- Marlon Kindberg Bach, Sigurd